# Papel asfáltico

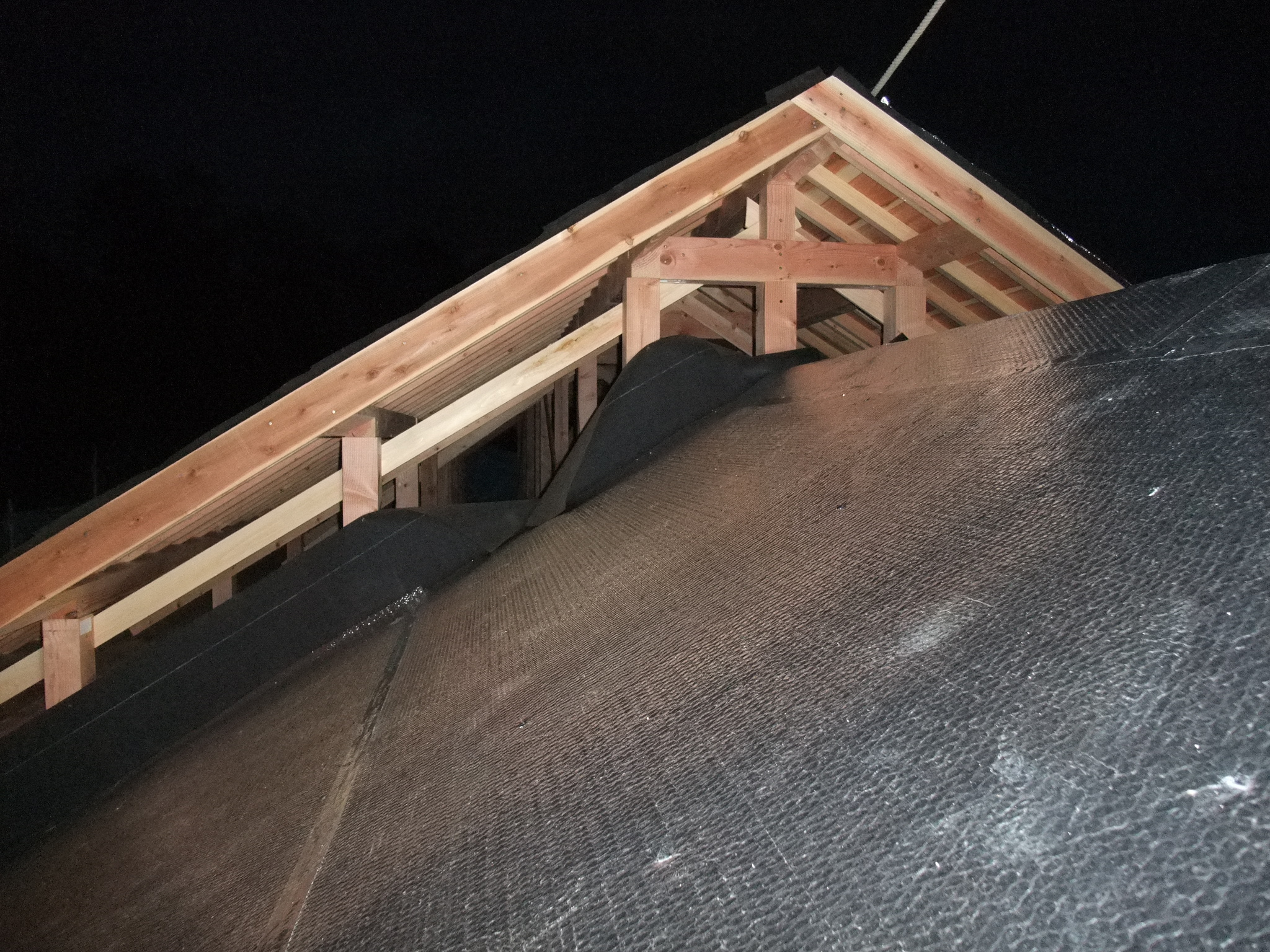
Un techo en construcción. El papel asfáltico es visible cerca del marco abierto, con líneas de tiza blanca que agrega el fabricante como ayuda para la instalación.

El papel asfáltico es un papel o tejido resistente que se utiliza en la construcción. El papel asfáltico se fabrica impregnando papel o estera de fibra de vidrio con brea o betún, produciendo un material impermeable útil para la construcción de techos. El papel asfáltico se distingue del fieltro para techos, en que este último está impregnado con asfalto en lugar de brea, pero estos dos productos se usan de la misma manera y, a veces, sus nombres se usan informalmente como sinónimos.

## Descripción
El papel asfáltico ha estado en uso durante siglos. Originalmente, el fieltro estaba hecho de trapos reciclados, pero el fieltro moderno está hecho de productos de papel reciclado, generalmente cartón y aserrín.
El producto más común es el fieltro #15. Antes de la crisis del petróleo,  el fieltro pesaba alrededor 15 libras (6,8 kg) por cuadrado, por lo que el fieltro impregnado de asfalto se denominó "fieltro de 15 libras" (15#). Los tapetes inorgánicos modernos ya no tienen el mismo peso y, para reflejar este hecho, los nuevos fieltros se denominan "fieltro número 15" (#15). Los tapetes modernos #15 pueden pesar de 7,5 a 12,5 libras (3,4 a 5,7 kg) libras por cuadrado, según el fabricante y el estándar con el que se fabrica el fieltro (como ASTM, CGSB o ninguno). Una variante más gruesa y resistente, conocida en el pasado como fieltro de 30 libras (30#), es el fieltro número 30 (#30), que suele pesar 16 a 27 libras (7,3 a 12,2 kg) por cuadrado.

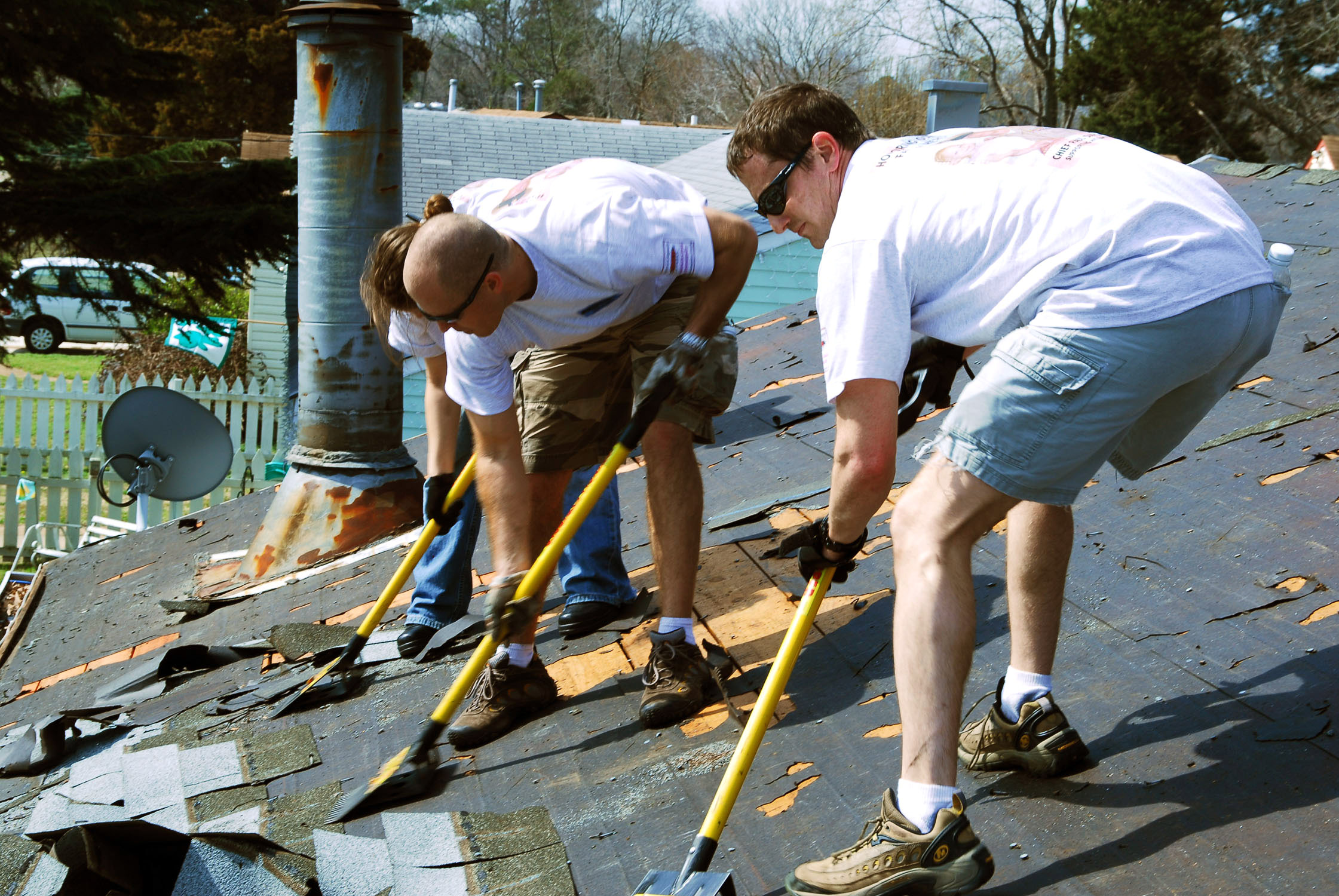
Trabajadores que usan palas para techos para quitar tégolas compuestas de un techo. Están parados sobre fieltro para techos o papel asfáltico, una capa negra impregnada de betún o asfalto entre las tejas y el revestimiento del techo de madera.

El papel asfáltico es más exactamente un papel de construcción de grado D (la designación de grado D se deriva de una especificación federal en los Estados Unidos) y se usa ampliamente en Occidente.   El papel de construcción se fabrica a partir de papel kraft virgen, a diferencia de los fieltros, y luego se impregna con asfalto. Las fibras más largas en el papel kraft permiten un producto más liviano con propiedades mecánicas similares y, a menudo, mejores que el fieltro. Los papeles de grado se clasifican en minutos: la cantidad de tiempo que tarda un indicador químico sensible a la humedad en cambiar de color cuando una pequeña muestra similar a un bote flota en el agua. Los grados comunes incluyen 10, 20, 30 y 60 minutos. Cuanto mayor sea la clasificación, más pesado y más resistente a la humedad será el papel. Un artículo típico de 20 minutos pesará alrededor de 3,3 libras (1,5 kg) por cuadrado, un papel de 30 minutos 3,75 libras (1,7 kg) por cuadrado, y un papel de 60 minutos alrededor 6 libras (2,7 kg) por cuadrado. Sin embargo, el menor volumen de material tiende a hacer que estos papeles sean menos resistentes a la humedad que los fieltros más pesados.

## Usos

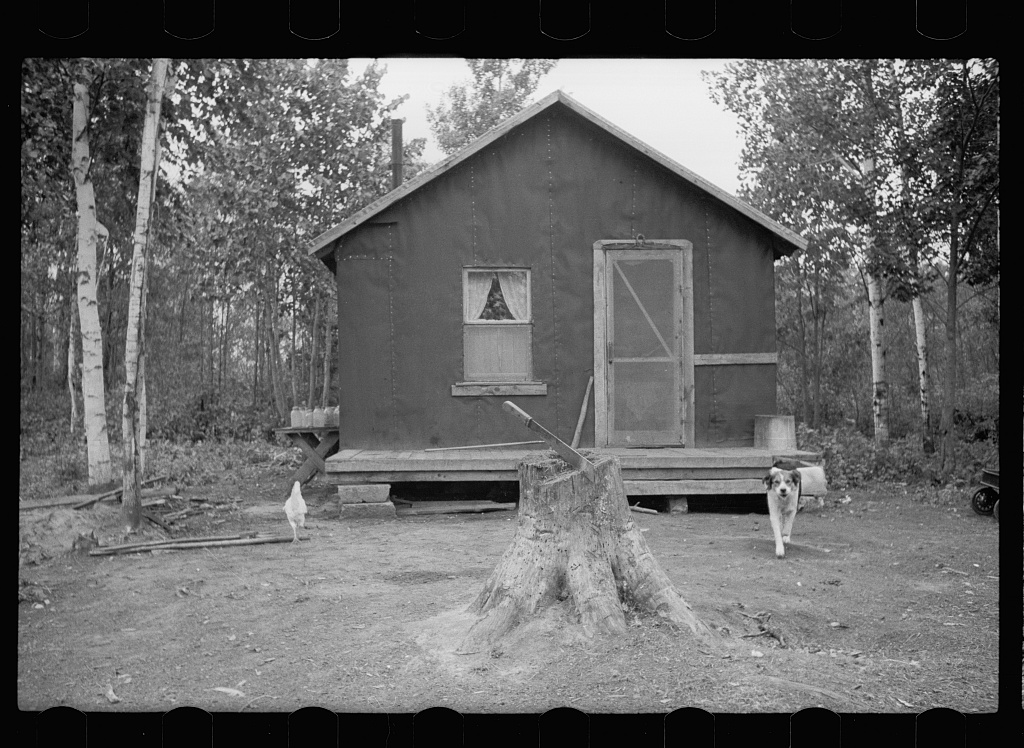
Choza recubierta de papel asfáltico

El papel asfáltico se usa como capa base con asfalto, madera, listones y otras tejas, o incluso grava, ya que el papel asfáltico en sí mismo no es particularmente resistente al viento o al sol. Se vende en rollos de varios anchos, largos y espesores. – 3 pies (0,9 m) rollos, 50 o 100 pies de largo y "15 lb" ( 6,8 kg ) y "30 libras" ( 13,6 kg ) son los pesos son comunes en los EE. UU. – a menudo marcado con líneas de tiza en ciertos intervalos para ayudar a colocarlo recto en techos con la superposición adecuada (más superposición para techos más planos).
Se puede instalar de varias formas, como grapas o clavos para techos, pero también se aplica a veces en varias capas con asfalto caliente, asfalto frío (adhesivo) o adhesivos no asfálticos.
Las construcciones más antiguas a veces usaban un papel asfáltico más liviano, grapado con algo de superposición, como material a prueba de agua y viento en las paredes, pero los carpinteros modernos usan más a menudo láminas de 8 o 10 pies de anchos.
En el siglo XIX y principios del XX, las chozas de papel asfáltico que consistían en marcos de madera cubiertos con pape asfáltico eran una forma común de vivienda de muy bajo costo en las zonas rurales de Estados Unidos y Canadá.